# Aeródromo Río Bravo
El Aeródromo Río Bravo (OACI: SCRB), es un terminal aéreo ubicado junto a la localidad de Tortel, Provincia Capitán Prat, Región de Aysén, Chile. Este aeródromo es de carácter público.